# Tamara Salazar
Tamara Salazar (Pusir Grande, 9 de agosto de 1997) é uma halterofilista equatoriana, medalhista olímpica.

## Carreira
Salazar conquistou a medalha de prata nos Jogos Olímpicos de Verão de 2020 em Tóquio, após levantar 263 kg na categoria feminina para pessoas com até 87 kg. Ela também conseguiu medalhas de prata e bronze no Campeonato Mundial de Halterofilismo de 2018.